# Diospilus abbreviator
Diospilus abbreviator är en stekelart som först beskrevs av Schiodte 1839.  Diospilus abbreviator ingår i släktet Diospilus och familjen bracksteklar. Inga underarter finns listade i Catalogue of Life.